# 한국 관련 문서 색인
아래는 한국 관련 인물, 장소, 물건, 개념의 문서 목록이다.
분류 트리를 둘러보려면, 분류:한국에서 시작할 것.

## 1-9
1988년 하계 올림픽 경기 종목 - 1988년 하계 올림픽 - 2002 FIFA 월드컵 그룹 스테이지 - 2002년 FIFA 월드컵 예선 - 2002년 FIFA 월드컵 참가 선수 - 2002년 FIFA 월드컵

## A-Z
CJ그룹 - K-pop - LG그룹 - M*A*S*H

## ㄱ
가공의 한국 사람 - 가야 - 가야의 왕 - 경기도 - 경상남도 - 경상북도 - 고구려 - 고구려의 왕 - 고려 사람 - 고려 - 고려의 왕 - 과천시 - 광운대학교 - 광주광역시 - 금호아시아나그룹 - 기아자동차의 차종

## ㄷ
대구광역시 - 대전광역시 - 대한민국 공군 - 대한민국 사람 - 대한민국 정부 - 대한민국 해군 - 대한민국 - 대한민국에서 개최된 스포츠 대회 - 대한민국의 가수 - 대한민국의 강 - 대한민국의 건설 기업 - 대한민국의 건축물 - 대한민국의 경제 - 대한민국의 고등학교 - 대한민국의 골프 대회 - 대한민국의 골프 선수 - 대한민국의 골프 - 대한민국의 공원 - 대한민국의 공항 - 대한민국의 과학과 기술 - 대한민국의 과학자 - 대한민국의 관광 - 대한민국의 관광지 - 대한민국의 광고대행사 - 대한민국의 교육 - 대한민국의 교통 - 대한민국의 교회당 - 대한민국의 국립공원 - 대한민국의 국보 - 대한민국의 군사 칭호 - 대한민국의 군사 - 대한민국의 군사사 - 대한민국의 군인 - 대한민국의 궁전 - 대한민국의 권투 선수 - 대한민국의 금융 기업 - 대한민국의 기념물 - 대한민국의 기독교 - 대한민국의 기업 - 대한민국의 기업인 - 대한민국의 노동조합 - 대한민국의 노래 - 대한민국의 농구 선수 - 대한민국의 다리 - 대한민국의 단체 - 대한민국의 대성당 - 대한민국의 대외 관계 - 대한민국의 대중 매체 - 대한민국의 대통령 - 대한민국의 대학 교수 - 대한민국의 대학교 - 대한민국의 댐 - 대한민국의 도로 - 대한민국의 도시권 - 대한민국의 레슬링 선수 - 대한민국의 마천루 - 대한민국의 만화 - 대한민국의 매체 기업 - 대한민국의 맥주 - 대한민국의 모델 - 대한민국의 모스크 - 대한민국의 묘지 - 대한민국의 무술가 - 대한민국의 문화 - 대한민국의 미술가 - 대한민국의 바둑 기사 - 대한민국의 박물관 - 대한민국의 배 - 대한민국의 배드민턴 선수 - 대한민국의 배우 - 대한민국의 법 - 대한민국의 법집행 - 대한민국의 보험 및 연금업종 기업 - 대한민국의 사회 - 대한민국의 산 - 대한민국의 서비스 기업 - 대한민국의 선거 - 대한민국의 섬 - 대한민국의 성우 - 대한민국의 세계유산 - 대한민국의 소설가 - 대한민국의 쇼핑몰 - 대한민국의 수상 교통 - 대한민국의 스키장 - 대한민국의 스포츠 선수 - 대한민국의 스포츠 시설 - 대한민국의 스포츠 - 대한민국의 스피드 스케이팅 선수 - 대한민국의 시인 - 대한민국의 식품제조업체 - 대한민국의 식품회사 - 대한민국의 신학자 - 대한민국의 아이스하키 - 대한민국의 야구 선수 - 대한민국의 야구 - 대한민국의 야구장 - 대한민국의 야구팀 - 대한민국의 양궁 선수 - 대한민국의 역도 선수 - 대한민국의 역사 - 대한민국의 역사가 - 대한민국의 영화 감독 - 대한민국의 올림픽 참가 선수 - 대한민국의 올림픽 테니스 참가 선수 - 대한민국의 외교관 - 대한민국의 외식 기업 - 대한민국의 운송 업체 - 대한민국의 육상 경기장 - 대한민국의 육상 선수 - 대한민국의 은행 - 대한민국의 음반 - 대한민국의 음악가 - 대한민국의 의료 - 대한민국의 의료인 - 대한민국의 의류 기업 - 대한민국의 의사 - 대한민국의 인터넷 기업 - 대한민국의 자동차 기업 - 대한민국의 자연보호 - 대한민국의 자전거 제조업체 - 대한민국의 잡지 - 대한민국의 재난 - 대한민국의 전자 기업 - 대한민국의 절 - 대한민국의 정당 - 대한민국의 정유 회사 - 대한민국의 정치 - 대한민국의 정치인 - 대한민국의 제조 기업 - 대한민국의 조선업 기업 - 대한민국의 종교 건축물 - 대한민국의 종교 지도자 - 대한민국의 종교 - 대한민국의 종합격투기 선수 - 대한민국의 주택 - 대한민국의 지리 - 대한민국의 직업 교육 - 대한민국의 천문대 - 대한민국의 철강생산업체 - 대한민국의 철도 교통 - 대한민국의 철도역 - 대한민국의 체조 선수 - 대한민국의 축구 감독 - 대한민국의 축구 경기장 - 대한민국의 축구 대회 - 대한민국의 축구 선수 - 대한민국의 축구 선수 - 대한민국의 축구 - 대한민국의 축구단 - 대한민국의 출판사 - 대한민국의 킥복싱 선수 - 대한민국의 탁구 선수 - 대한민국의 탑 - 대한민국의 태권도 선수 - 대한민국의 태풍 - 대한민국의 테니스 선수 - 대한민국의 텔레비전 드라마 - 대한민국의 텔레비전 시리즈 - 대한민국의 텔레비전 - 대한민국의 통신 - 대한민국의 특수부대 - 대한민국의 팝 가수 - 대한민국의 패션 브랜드 - 대한민국의 패스트푸드 체인 - 대한민국의 포켓당구 선수 - 대한민국의 피겨 스케이팅 선수 - 대한민국의 피아노 연주자 - 대한민국의 학교 - 대한민국의 항공기 제작사 - 대한민국의 항공사 - 대한민국의 항구 - 대한민국의 해군 함정 - 대한민국의 해변 - 대한민국의 해운회사 - 대한민국의 행정 구역 - 대한민국의 현대 무기 - 대한민국의 호수 - 대한민국의 화산 - 대한민국의 화장품 회사 - 대한민국의 화학 기업 - 대한민국의 활동가 - 대한민국의 힙합 - 동아시아의 별자리 - 동양그룹 - 두부 - 두산그룹

## ㄹ
러일 전쟁 - 러일 전쟁의 전투 - 롯데

## ㅁ
문화방송 - 민족별 한국 사람

## ㅂ
발해 - 발해의 왕 - 백제 - 백제의 왕 - 보아의 음반 - 부산 도시철도 노선 - 부산광역시 - 분당구

## ㅅ
삼성 휴대 전화기 - 삼성그룹 - 서울특별시 - 서울특별시의 거리 - 서울특별시의 건축물 - 서울특별시의 관광지 - 서울특별시의 교육 - 서울특별시의 교통 - 서울특별시의 단체 - 서울특별시의 대학교 - 서울특별시의 동 - 서울특별시의 문화 - 서울특별시의 스포츠 - 서울특별시의 역사 - 서울특별시의 지리 - 스타크래프트 - 신라 사람 - 신라 - 신라의 왕

## ㅇ
아주그룹 - 올림픽 대한민국 선수단 - 올림픽 조선민주주의인민공화국 선수단 - 울산광역시 - 의과대학 - 인천광역시 - 일제강점기 - 임진왜란 - 임진왜란의 전투 - 임진왜란의 해전

## ㅈ
재벌 - 재일 한국인 - 전라남도 - 제주특별자치도 - 조선 사람 - 조선민주주의인민공화국 사람 - 조선민주주의인민공화국 정부 - 조선민주주의인민공화국 - 조선민주주의인민공화국의 강 - 조선민주주의인민공화국의 건축 - 조선민주주의인민공화국의 건축물 - 조선민주주의인민공화국의 경제 - 조선민주주의인민공화국의 공항 - 조선민주주의인민공화국의 과학과 기술 - 조선민주주의인민공화국의 관광 - 조선민주주의인민공화국의 교육 - 조선민주주의인민공화국의 교통 - 조선민주주의인민공화국의 국보 - 조선민주주의인민공화국의 군사 칭호 - 조선민주주의인민공화국의 군사 - 조선민주주의인민공화국의 군사사 - 조선민주주의인민공화국의 군인 - 조선민주주의인민공화국의 권투 선수 - 조선민주주의인민공화국의 기업 - 조선민주주의인민공화국의 노동조합 - 조선민주주의인민공화국의 다리 - 조선민주주의인민공화국의 단체 - 조선민주주의인민공화국의 대외 관계 - 조선민주주의인민공화국의 대중 매체 - 조선민주주의인민공화국의 대학교 - 조선민주주의인민공화국의 마천루 - 조선민주주의인민공화국의 문화 - 조선민주주의인민공화국의 박물관 - 조선민주주의인민공화국의 배우 - 조선민주주의인민공화국의 사격 선수 - 조선민주주의인민공화국의 사회 - 조선민주주의인민공화국의 산 - 조선민주주의인민공화국의 상징 - 조선민주주의인민공화국의 선거 - 조선민주주의인민공화국의 세계유산 - 조선민주주의인민공화국의 수상 교통 - 조선민주주의인민공화국의 스포츠 선수 - 조선민주주의인민공화국의 스포츠 시설 - 조선민주주의인민공화국의 스포츠 - 조선민주주의인민공화국의 신문 - 조선민주주의인민공화국의 언어 - 조선민주주의인민공화국의 역도 선수 - 조선민주주의인민공화국의 역사 - 조선민주주의인민공화국의 올림픽 참가 선수 - 조선민주주의인민공화국의 외교관 - 조선민주주의인민공화국의 음악 - 조선민주주의인민공화국의 음악가 - 조선민주주의인민공화국의 잡지 - 조선민주주의인민공화국의 절 - 조선민주주의인민공화국의 정당 - 조선민주주의인민공화국의 정치 - 조선민주주의인민공화국의 정치인 - 조선민주주의인민공화국의 종교 - 조선민주주의인민공화국의 지리 - 조선민주주의인민공화국의 체조 선수 - 조선민주주의인민공화국의 축구 경기 시설 - 조선민주주의인민공화국의 축구 선수 - 조선민주주의인민공화국의 축구 - 조선민주주의인민공화국의 탑 - 조선민주주의인민공화국의 텔레비전 - 조선민주주의인민공화국의 통신 - 조선민주주의인민공화국의 피겨 스케이팅 선수 - 조선민주주의인민공화국의 학교 - 조선민주주의인민공화국의 항공사 - 조선민주주의인민공화국의 호텔 - 조선민주주의인민공화국의 화산 - 조선의 교육 - 조선의 예술 - 조선의 왕 - 주한 미군 - 증산도 - 직업별 대한민국 사람 - 직업별 조선민주주의인민공화국 사람 - 직업별 한국 사람

## ㅊ
충청남도 - 충청북도

## ㅋ
코리아타운 - 코스닥 상장 기업

## ㅌ
태권도 선수 - 태권도 ITF NAM - 태권도 - 통일교

## ㅍ
판소리 - 평양직할시

## ㅎ
한국 문학 - 한국 소설 - 한국 신화 - 한국 요리 - 한국 전쟁 영화 - 한국 전쟁 참전 군인 - 한국 전쟁 - 한국 전쟁의 구축함 - 한국 전쟁의 미국 전함 - 한국 전쟁의 미국 항공모함 - 한국 전쟁의 선박 - 한국 전쟁의 순양함 - 한국 전쟁의 전투 - 한국 전쟁의 항공기 - 한국 철학 - 한국거래소 상장 기업 - 한국계 사람 - 한국어 낱말 - 한국어 영화 작품 - 한국어 - 한국어의 표기법 - 한국어의 한자 - 한국에 거주한 영국인 - 한국에 관한 목록 - 한국에 관한 책 - 한국의 가수 - 한국의 강 - 한국의 건축 - 한국의 건축물 - 한국의 경제 - 한국의 고개 - 한국의 고대사 - 한국의 고등학교 - 한국의 과학과 기술 - 한국의 관광 - 한국의 교육 - 한국의 교통 - 한국의 군사 - 한국의 군사사 - 한국의 군주 - 한국의 권투 선수 - 한국의 기독교 - 한국의 기업 - 한국의 기업인 - 한국의 대중 매체 - 한국의 도검 - 한국의 도예 - 한국의 동물상 - 한국의 로마 가톨릭 신부 - 한국의 무기 - 한국의 무술 - 한국의 문화 - 한국의 미술가 - 한국의 바이올린 연주자 - 한국의 배우 - 한국의 불교 - 한국의 사회 - 한국의 산 - 한국의 산맥 - 한국의 서점 - 한국의 섬 - 한국의 성인 - 한국의 성직자 - 한국의 스포츠 선수 - 한국의 스포츠 - 한국의 시 - 한국의 시인 - 한국의 아나키스트 - 한국의 애니메이션 - 한국의 언어 - 한국의 역사 - 한국의 영화 감독 - 한국의 영화 작품 - 한국의 영화 - 한국의 예술 - 한국의 왕족 - 한국의 외국인 - 한국의 유교 - 한국의 유적 - 한국의 육상 선수 - 한국의 음악 그룹 - 한국의 음악 장르 - 한국의 음악 - 한국의 음악가 - 한국의 의료 - 한국의 의사 - 한국의 의상 - 한국의 자연보호 - 한국의 작가 - 한국의 작곡가 - 한국의 장군 - 한국의 전쟁 - 한국의 전투 - 한국의 정치 - 한국의 정치인 - 한국의 조각가 - 한국의 종교 - 한국의 지리 - 한국의 책 - 한국의 철학자 - 한국의 텔레비전 - 한국의 통신 - 한국의 통화 - 한국의 피아노 연주자 - 한국의 학교 - 한국의 호수 - 한국의 화가 - 한국의 환경 - 한국학 - 한글 - 한민족 - 현대 - 현대자동차의 차종

## 기타
열매 음식 - 옌볜 조선족 자치주 - 전주한옥마을 - 한미은행 (미국)

## 같이 보기
- 백제 관련 문서 색인